# محمدآباد لورگ باغ
محمدآباد لورگ باغ، روستایی در دهستان گلخانی بخش صابری شهرستان نیمروز در استان سیستان و بلوچستان ایران است.

## جمعیت
بر پایه سرشماری عمومی نفوس و مسکن در سال ۱۳۹۵، جمعیت این روستا برابر با ۴۰۳ نفر (۱۲۸ خانوار) بوده‌است.